# Homoneura schneiderae
Homoneura schneiderae är en tvåvingeart som beskrevs av Kim 1994. Homoneura schneiderae ingår i släktet Homoneura och familjen lövflugor. Inga underarter finns listade i Catalogue of Life.